# Décès en 939
Décès
- 935
- 936
- 937
- 938
- 939
- 940
- 941
- 942
- 943

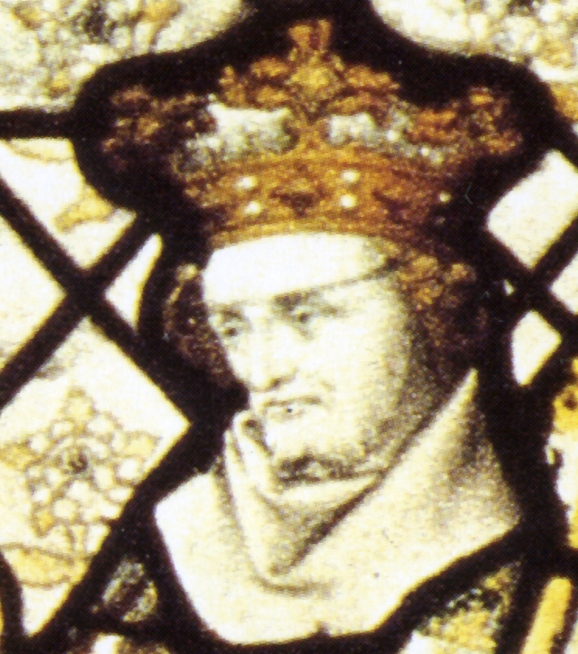
Æthelstan, mort en 939.

Cette page dresse une liste de personnalités mortes au cours de l'année 939 :
- 2 octobre :
  - Gislebert de Lotharingie[1], comte de Maasgau.
  - Eberhard (de), duc de Franconie[1].
- 27 octobre : Æthelstan, roi des Anglo-Saxons puis roi des Anglais[2].

- Pietro II Candiano, doge de Venise.
- Achot d'Artanoudji,  prince géorgien d'Artanoudji-Calarzène du Xe siècle qui fait partie de la famille des Bagrations.
- Ibn Abd Rabbih, poète andalou (né en 860), auteur d’une anthologie des poèmes purement orientaux.
- Léon VII, pape de l'Église catholique.

## Crédit d'auteurs
- Cet article est partiellement ou en totalité issu de l'article intitulé « 939 » (voir la liste des auteurs).